# Scelio insolitus
Scelio insolitus är en stekelart som beskrevs av Muesebeck 1972. Scelio insolitus ingår i släktet Scelio och familjen Scelionidae. Inga underarter finns listade i Catalogue of Life.